# Karl Koberstein
Karl Koberstein (Pforta, 15 febbraio 1836 – Wilmersdorf, 15 settembre 1899) è stato un drammaturgo tedesco.

## Biografia
Era figlio di August Koberstein, uno storico letterario. Studiò presso il ginnasio di Stettino, e poi dedicò la sua attività al teatro (1856). Fu membro del teatro di corte di Dresda dal 1862 fino al suo ritiro nel 1883. 
Divenne noto attraverso le sue tragedie Florian Geyer (Dresda, 1863) e König Erich XIV (Dresda, 1869), e per la commedia Was Gott zuzammenfügt, das soll der Mensch nicht scheiden (1872). Come opere pubblicò Preussisches Bilderbuch (libro illustrato prussiano; Lipsia 1887).